# Buoyant Tower

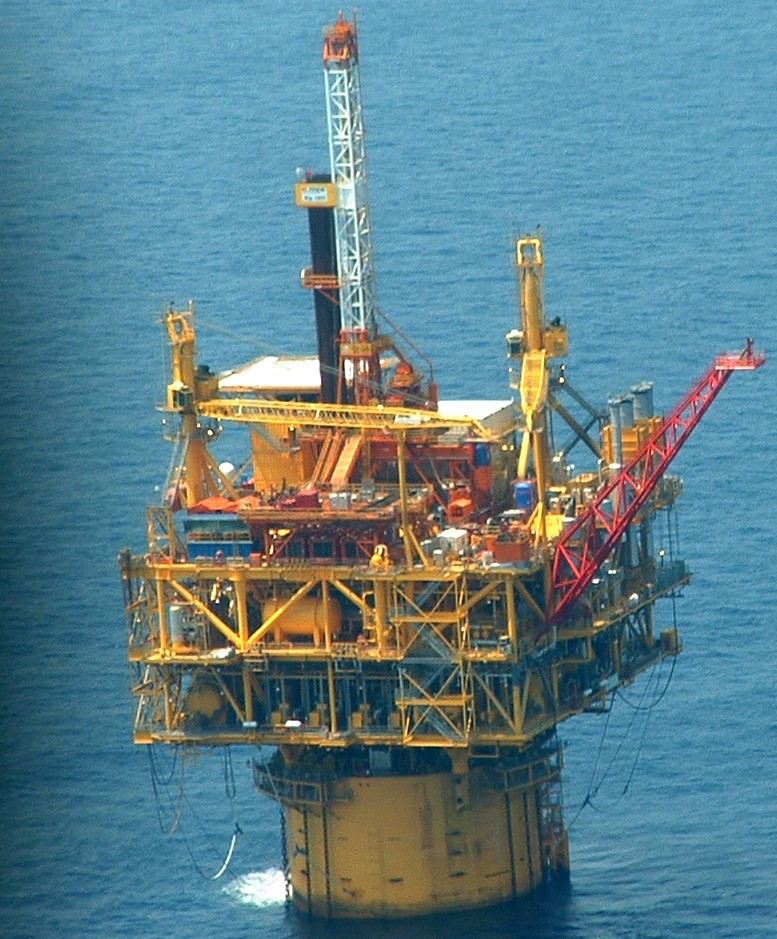
Spar Platform.

Buoyant Tower é um tipo de plataforma marítima de produção de petróleo e gás para águas rasas.

## Conceito
A Buoyant Tower (torre flutuante) é uma plataforma marítima do tipo torre complacente, utilizada para perfurar poços submarinos e produzir petróleo e/ou gás. Este tipo de plataforma deriva do conceito Cell Spar. A primeira foi projetada para construção em 2011 para aplicações em campos de águas rasas.

## Características
O corpo do casco é composto por um conjunto de cilindros agrupados estruturalmente. Na extremidade inferior a estrutura se apoia no solo por meio de uma estaca de curta penetração e de grande diâmetro. Na extremidade superior a estrutura sustenta uma plataforma ou deck para operação de equipamentos de perfuração ou produção de petróleo (topside).
A torre mantém sua posição vertical por manter um baixo centro de gravidade e alto centro de empuxo, semelhante ao princípio de funcionamento das plataformas conhecidas como Spar Platform.